# Coppa Korać 1991-1992
La Coppa Korać 1991-1992 di pallacanestro maschile venne vinta dal Messaggero Roma, al secondo successo nella competizione.

## Risultati

### Turno preliminare
| Team #1                 | Agg.      | Team #2                 | Andata | Ritorno |
| ----------------------- | --------- | ----------------------- | ------ | ------- |
| Trane Castors Braine    | 172 - 174 | Collado Villalba        | 108-97 | 64-77   |
| Baník Handlová          | 148 - 200 | Īraklīs Salonicco       | 79-89  | 69-111  |
| AEL Limassol            | 173 - 232 | Bosna                   | 83-107 | 90-125  |
| Toshiba Klosterneuburg  | 160 - 202 | Peristeri Atene         | 82-98  | 78-104  |
| Polfrost Bydgoszcz      | 157 - 182 | Bobcat Gent             | 75-87  | 82-95   |
| Urheilijat Uusikaupunki | 145 - 164 | Racing Parigi           | 87-97  | 58-67   |
| Leuven                  | 187 - 186 | Bellinzona              | 79-86  | 108-100 |
| Selex Weert             | 163 - 207 | Fórum Valladolid        | 83-103 | 80-104  |
| Ovarense Ovar           | 137 - 142 | Reims                   | 71-66  | 66-76   |
| Verviers-Pepinster      | 179 - 203 | Messaggero Roma         | 89-99  | 90-104  |
| Citroen Klagenfurt      | 112 - 183 | Vojvodina Novi Sad      | 62-98  | 50-85   |
| Saint-Quentin           | 131 - 134 | Panathinaikos           | 69-57  | 62-77   |
| Tungram Budapest        | 195 - 184 | VŠDS Žilina             | 111-96 | 84-88   |
| Leicester City Riders   | 145 - 250 | CAI Saragozza           | 69-112 | 76-138  |
| Stal Bobrek Bytom       | 178 - 193 | TED Ankara Kolejliler   | 93-98  | 85-95   |
| Körmendi Dózsa MTE      | 158 - 180 | Zadar                   | 85-97  | 73-83   |
| Polonia Varsavia        | 203 - 182 | Einheit Weißenfels      | 118-97 | 85-85   |
| Dinamo Mosca            | 200 - 217 | Hapoel Tel Aviv         | 90-102 | 110-115 |
| Levski Sofia            | 143 - 168 | Hapoel Gerusalemme      | 83-84  | 60-84   |
| ZTE Heraklith           | 161 - 211 | Efes Pilsen             | 73-112 | 88-99   |
| Baník Cigeľ Prievidza   | 151 - 163 | Çukurova Sanayi         | 87-83  | 64-80   |
| T71 Dudelange           | 121 - 186 | Stoccarda/Ludwigsburg   | 72-96  | 49-90   |
| Paşabahçe               | 181 - 165 | Alvik Stoccolma         | 103-73 | 78-92   |
| TVG Trier               | 178 - 164 | Bioveta Brno            | 98-62  | 80-102  |
| Górnik Wałbrzych        | 150 - 151 | Videoton Székesfehérvár | 82-66  | 68-85   |
| Budivelnyk Kiev         | 192 - 148 | Dinamo Oradea           | 113-67 | 79-81   |

### Primo turno
| Team #1                 | Agg.      | Team #2           | Andata | Ritorno |
| ----------------------- | --------- | ----------------- | ------ | ------- |
| Collado Villalba        | 181 - 182 | Īraklīs Salonicco | 84-89  | 97-93   |
| Bosna                   | 165 - 169 | Peristeri Atene   | 84-84  | 81-85   |
| Bobcat Gent             | 128 - 155 | Racing Parigi     | 67-74  | 61-81   |
| Leuven                  | 160 - 184 | Fórum Valladolid  | 84-83  | 76-101  |
| Reims                   | 125 - 166 | Messaggero Roma   | 54-72  | 71-94   |
| Vojvodina Novi Sad      | 145 - 155 | Panathinaikos     | 77-74  | 68-81   |
| Tungsram Budapest       | 155 - 199 | CAI Saragozza     | 96-113 | 59-86   |
| TED Ankara Kolejliler   | 171 - 185 | Zadar             | 76-86  | 95-98   |
| Polonia Varsavia        | 145 - 214 | Hapoel Tel Aviv   | 75-98  | 70-116  |
| Hapoel Gerusalemme      | 195 - 181 | Efes Pilsen       | 99-78  | 96-103  |
| Çukurova Sanayi         | 133 - 168 | Benetton Treviso  | 64-82  | 69-86   |
| Stoccarda/Ludwigsburg   | 165 - 184 | Taugrés Vitoria   | 91-94  | 74-90   |
| Paşabahçe               | 147 - 153 | Clear Cantù       | 80-72  | 67-81   |
| TVG Trier               | 138 - 224 | Scavolini Pesaro  | 69-115 | 69-109  |
| Videoton Székesfehérvár | 139 - 165 | AEK Atene         | 70-81  | 69-84   |
| Budivelnyk Kiev         | 141 - 170 | Pitch Cholet      | 76-92  | 65-78   |

### Fase a gironi

#### Gruppo A
|    | Squadra            | G | V | P | PF  | PS  | Dif  | P.ti |
| -- | ------------------ | - | - | - | --- | --- | ---- | ---- |
| 1. | Scavolini Pesaro   | 6 | 5 | 1 | 549 | 432 | +117 | 11   |
| 2. | Racing Parigi      | 6 | 3 | 3 | 434 | 452 | -18  | 9    |
| 3. | AEK Atene          | 6 | 3 | 3 | 451 | 474 | -23  | 9    |
| 4. | Hapoel Gerusalemme | 6 | 1 | 5 | 485 | 561 | -76  | 7    |

#### Gruppo B
|    | Squadra         | G | V | P | PF  | PS  | Dif | P.ti |
| -- | --------------- | - | - | - | --- | --- | --- | ---- |
| 1. | Messaggero Roma | 6 | 5 | 1 | 525 | 491 | +34 | 11   |
| 2. | Pitch Cholet    | 6 | 4 | 2 | 501 | 463 | +38 | 10   |
| 3. | CAI Saragozza   | 6 | 2 | 4 | 466 | 485 | -19 | 8    |
| 4. | Panathinaikos   | 6 | 1 | 5 | 465 | 518 | -53 | 7    |

#### Gruppo C
|    | Squadra           | G | V | P | PF  | PS  | Dif | P.ti |
| -- | ----------------- | - | - | - | --- | --- | --- | ---- |
| 1. | Fórum Valladolid  | 6 | 5 | 1 | 508 | 490 | +18 | 11   |
| 2. | Clear Cantù       | 6 | 4 | 2 | 517 | 483 | +34 | 10   |
| 3. | Hapoel Tel Aviv   | 6 | 3 | 3 | 551 | 515 | +36 | 9    |
| 4. | Īraklīs Salonicco | 6 | 0 | 6 | 495 | 583 | -88 | 6    |

#### Gruppo D
|    | Squadra          | G | V | P | PF  | PS  | Dif | P.ti |
| -- | ---------------- | - | - | - | --- | --- | --- | ---- |
| 1. | Taugrés Vitoria  | 6 | 4 | 2 | 526 | 519 | +7  | 10   |
| 2. | Zadar            | 6 | 4 | 2 | 559 | 528 | +31 | 10   |
| 3. | Benetton Treviso | 6 | 3 | 3 | 533 | 513 | +20 | 9    |
| 4. | Peristeri Atene  | 6 | 1 | 5 | 500 | 558 | -58 | 7    |

### Quarti di finale
| Team #1       | Agg.      | Team #2          | Andata | Ritorno |
| ------------- | --------- | ---------------- | ------ | ------- |
| Racing Parigi | 142 - 151 | Messaggero Roma  | 70-71  | 72-80   |
| Pitch Cholet  | 163 - 178 | Scavolini Pesaro | 74-78  | 89-100  |
| Clear Cantù   | 164 - 150 | Taugrés Vitoria  | 86-73  | 78-77   |
| Zadar         | 171 - 178 | Fórum Valladolid | 80-95  | 91-83   |

### Semifinali
| Team #1         | Agg.      | Team #2          | Andata | Ritorno |
| --------------- | --------- | ---------------- | ------ | ------- |
| Messaggero Roma | 142 - 137 | Fórum Valladolid | 76-70  | 66-67   |
| Clear Cantù     | 162 - 163 | Scavolini Pesaro | 76-74  | 86-89   |

### Finale
| Team #1         | Agg.      | Team #2          | Andata | Ritorno |
| --------------- | --------- | ---------------- | ------ | ------- |
| Messaggero Roma | 193 - 180 | Scavolini Pesaro | 94-94  | 99-86   |

| Coppa Korać 1991-1992     |
| ------------------------- |
| Messaggero Roma 2º titolo |

## Formazione vincitrice
| N° | Naz.                   | Ruolo | Sportivo            |  | Alt. |  |
| -- | ---------------------- | ----- | ------------------- |  | ---- |  |
| 4  | Stati Uniti (bandiera) | AC    | Rick Mahorn         |  |      |  |
| 5  | Italia (bandiera)      | AC    | Fausto Bargna       |  |      |  |
| 7  | Italia (bandiera)      | C     | Davide Croce        |  |      |  |
| 8  | Italia (bandiera)      | P     | Alessandro Fantozzi |  |      |  |
| 9  | Italia (bandiera)      | G     | Roberto Premier     |  |      |  |
| 10 | Italia (bandiera)      | A     | Donato Avenia       |  |      |  |
| 11 | Italia (bandiera)      | A     | Gianluca Lulli      |  |      |  |
| 13 | Italia (bandiera)      | G     | Andrea Niccolai     |  |      |  |
| 14 | Croazia (bandiera)     | AC    | Dino Rađa           |  |      |  |
| 15 | Italia (bandiera)      | P     | Stefano Attruia     |  |      |  |
|    | Italia (bandiera)      | P     | Federico Antinori   |  |      |  |
|    | Italia (bandiera)      | G     | Andrea Sperduto     |  |      |  |
|    | Italia (bandiera)      | G     | Camillo Stazzonelli |  |      |  |
|    | Italia (bandiera)      | A     | Saverio Coltellacci |  |      |  |
|    | Italia (bandiera)      | C     | Andrea Camata       |  |      |  |
|    | Italia (bandiera)      | C     | Massimiliano Monti  |  |      |  |
|    | Italia (bandiera)      | C     | Marco Ricci         |  |      |  |
|    | Italia (bandiera)      | All.  | Paolo Di Fonzo      |  |      |  |